# Zernograd
Zernograd è una città della Russia europea meridionale, nell'oblast' di Rostov, 71 km a sudest del capoluogo Rostov sul Don.